# Bureau de la gestion et du budget
Le Bureau de la gestion et du budget (en anglais : Office of Management and Budget, en abrégé OMB) est un service du gouvernement américain dont la principale mission est d'assister le président des États-Unis dans la tâche de préparation du budget. C'est le service le plus important par ses effectifs du bureau exécutif du président des États-Unis. Son siège se trouve au bâtiment du bureau exécutif Eisenhower.
L'OMB remplace en 1970 dans ses missions le Bureau of the Budget, service du département du Trésor américain créé en 1921 et rattaché au bureau exécutif en 1939. L'OMB assiste la Maison-Blanche dans la tâche de préparation du budget fédéral des États-Unis, contrôle la mise en œuvre des programmes par les agences fédérales, vérifie le respect des politiques gouvernementales et des procédures et définit les priorités budgétaires. L'OMB s'assure que les rapports des agences, les procédures et les législations proposées son conformes au budget défini par la présidence et la réglementation. 
La plupart des quelque cinq-cents employés de l'OMB sont chargés de s'assurer que les actions des agences fédérales sont conformes à la politique du président des États-Unis. Son directeur ainsi que cinq de ses adjoints sont nommés par le président des États-Unis et confirmés par le Sénat des États-Unis. Le directeur de l'OMB assiste aux réunions du cabinet présidentiel. 